# Josef Klement Zástěra
Josef Klement Zástěra (27. dubna 1886 Skuteč – 19. ledna 1966 Kralupy nad Vltavou) byl český hudební skladatel a spisovatel.

## Život
Maturoval na reálce v Kostelci nad Orlicí. Tam získal základní hudební vzdělání u ředitele místního kůru Alb. Jeřábka. Ve studiu pokračoval na Českém vysokém učení technickém v Praze. Vedle toho navštěvoval přednášky z hudební teorie na Karlově univerzitě u Zdeňka Nejedlého a Karla Steckera a soukromě se vzdělával i ve zpěvu a v metodice pěvecké výchovy. Státní zkoušku ze zpěvu složil v roce 1911. Do vypuknutí I. světové války působil jako středoškolský profesor v Reálném gymnáziu v Kostelci nad Orlicí. Válečná léta prožil jako poručík c. a k. pěšího pluku č. 98, tzv. vysokomýtského, který se pohyboval v Uhrách a v závěru bojů roku 1918 na italské frontě u řeky Piava. Po válce se zařadil mezi české pedagogy, kteří byli vysláni na Slovensko pomoci při vytváření středního školství. Během svého působení v Kremnici (1919-1924) se seznámil se svou budoucí manželkou , kolegyní Františkou Martincovou.
V roce 1924 začala pedagogická kariéra Josefa Klementa Zástěry v nově zřízeném gymnáziu Antonína Dvořáka v Kralupech nad Vltavou. Zde vyučoval předměty matematika, deskriptivní geometrie, hudební výchova. Ve všech svých působištích se věnoval hudební výchově nejen ve školách, ale i propagaci hudby u široké veřejnosti. Byl průkopníkem výuky hudební výchovy s využíváním gramofonových desek.
Za svého působení na Slovensku sbíral lidové písně v Pohroní, založil pěvecký sbor Sokol. V Kralupech byl vedle své práce ve školství správcem Dvořákova musea. Publikoval řadu prací v odborných hudebních časopisech i popularizační články v denním tisku a v časopisech.

## Dílo
Po několika málo skladbách, které zkomponoval během studií, se vážněji začal zabývat skladbou až v době okupace. Komponoval písňové cykly, sbory, kantáty a melodramy. Velkou pozornost věnoval i hudbě chrámové. Pro svá díla používal pseudonym Josef Klement.